# Coniceromyia lobipennis
Coniceromyia lobipennis är en tvåvingeart som beskrevs av Giar-Ann Kung och Brown 2000. Coniceromyia lobipennis ingår i släktet Coniceromyia och familjen puckelflugor.
Artens utbredningsområde är Ecuador. Inga underarter finns listade i Catalogue of Life.